# Aloe leptophylla
Aloe leptophylla é uma espécie de liliopsida do gênero Aloe, pertencente à família Asphodelaceae.